# Cmentarz wojenny nr 72 – Ropa
Cmentarz wojenny nr 72 – Ropa – cmentarz z I wojny światowej, zaprojektowany przez Hansa Mayra znajdujący się we wsi Ropa, w województwie małopolskim, w powiecie gorlickim, w gminie Ropa. Jeden z ponad 400 zachodniogalicyjskich cmentarzy wojennych zbudowanych przez Oddział Grobów Wojennych C. i K. Komendantury Wojskowej w Krakowie. Należy do III Okręgu Cmentarnego Gorlice.

## Opis
Obiekt znajduje się na cmentarzu parafialnym. Zajmuje powierzchnię około 120 m². W 6 zbiorowych oraz 16 pojedynczych grobach pochowanych prawdopodobnie 37 żołnierzy poległych w grudniu 1914 oraz pierwszych miesiącach 1915 roku, a także zmarłych w szpitalu, mieszczącym się w pobliskim dworze:
- 6 Rosjan
- 31 Austriaków z 2 IR, 4 IR, 10 IR, 28 IR, 34 IR, 35 IR, 56 IR, 30 LIR, 24 LIR oraz 13 pułku artylerii fortecznej i 2 pułku sanitarnego.

## Galeria

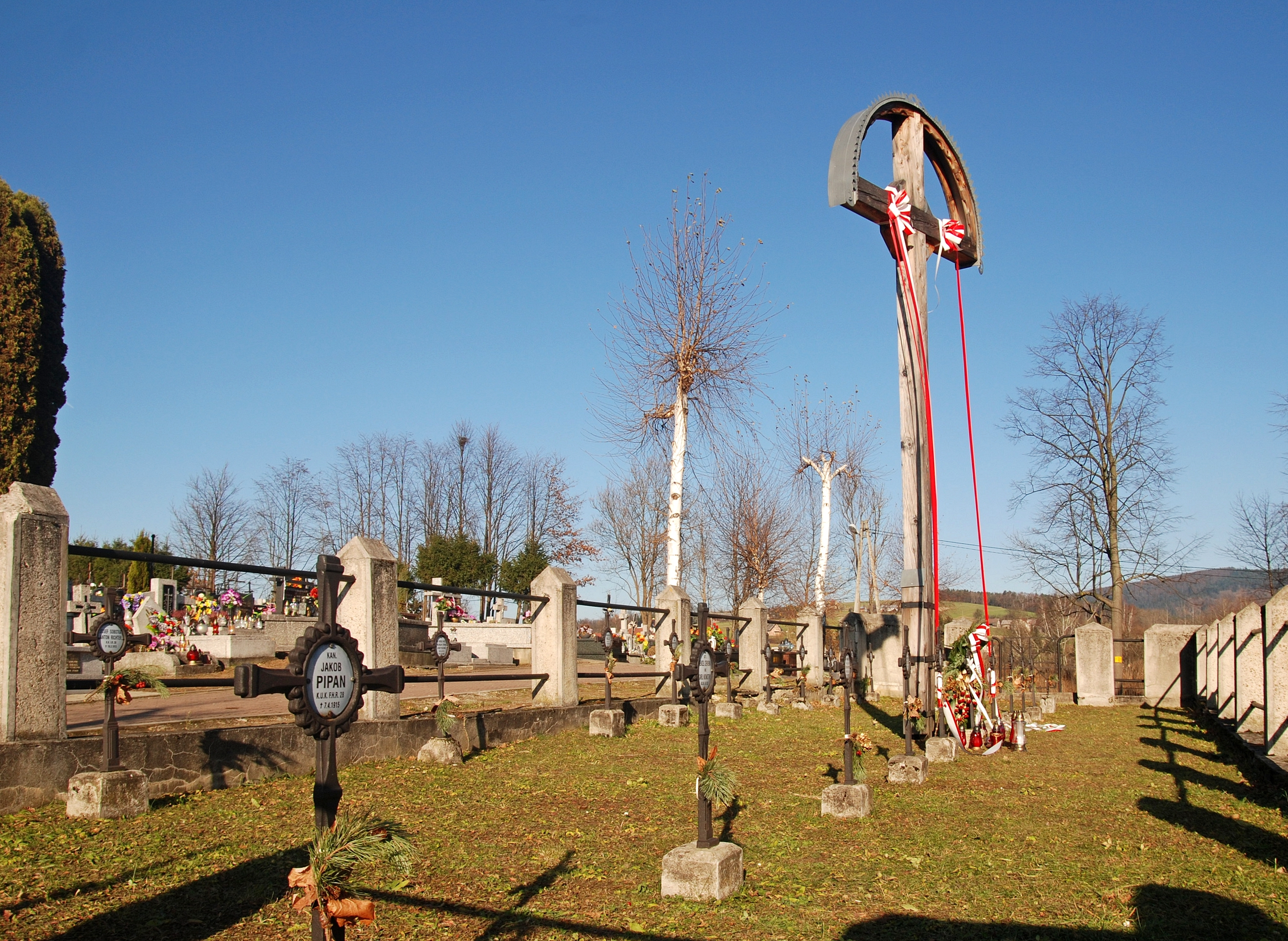
Fragment cmentarza
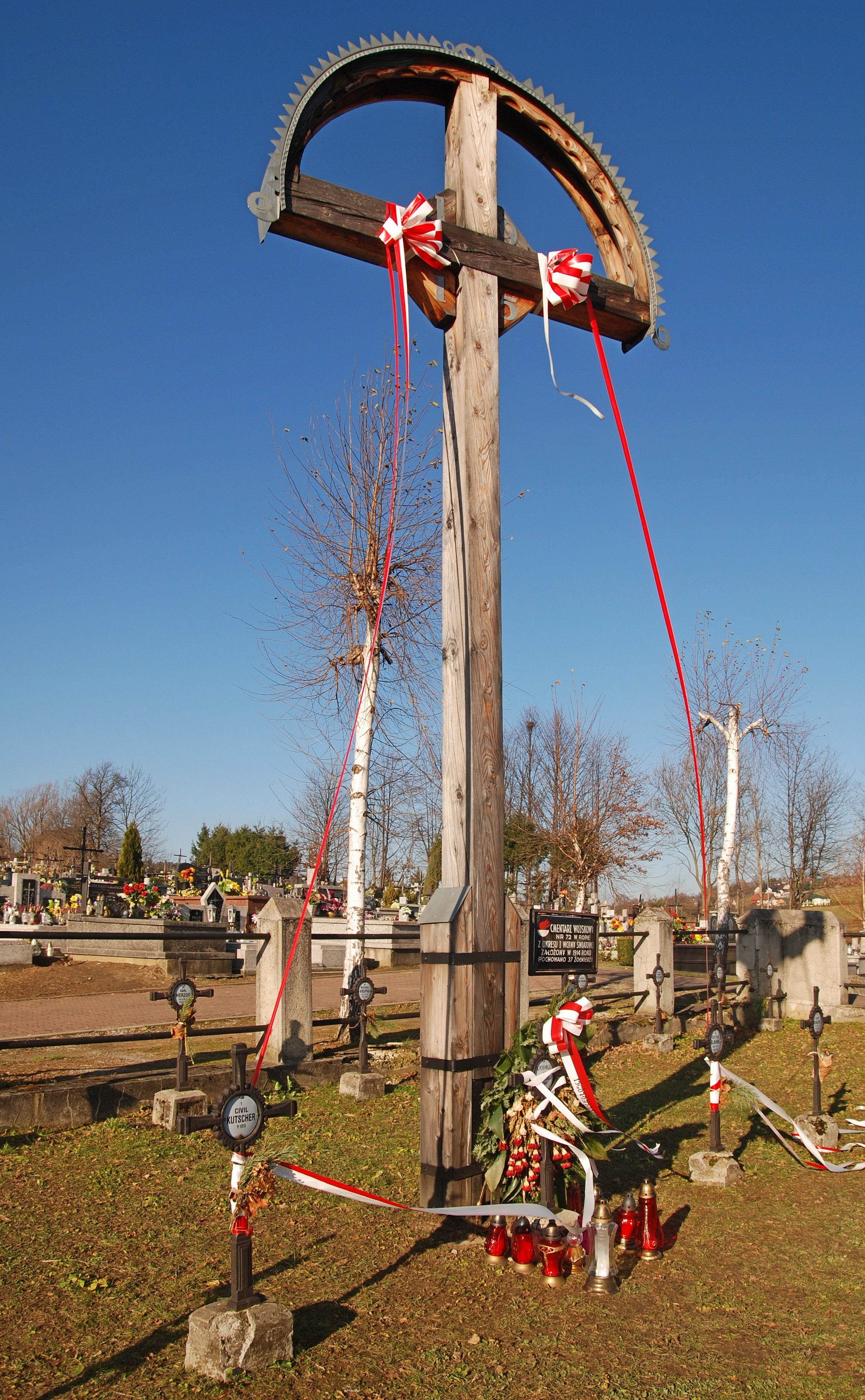
Widok na krzyż centralny Mayra
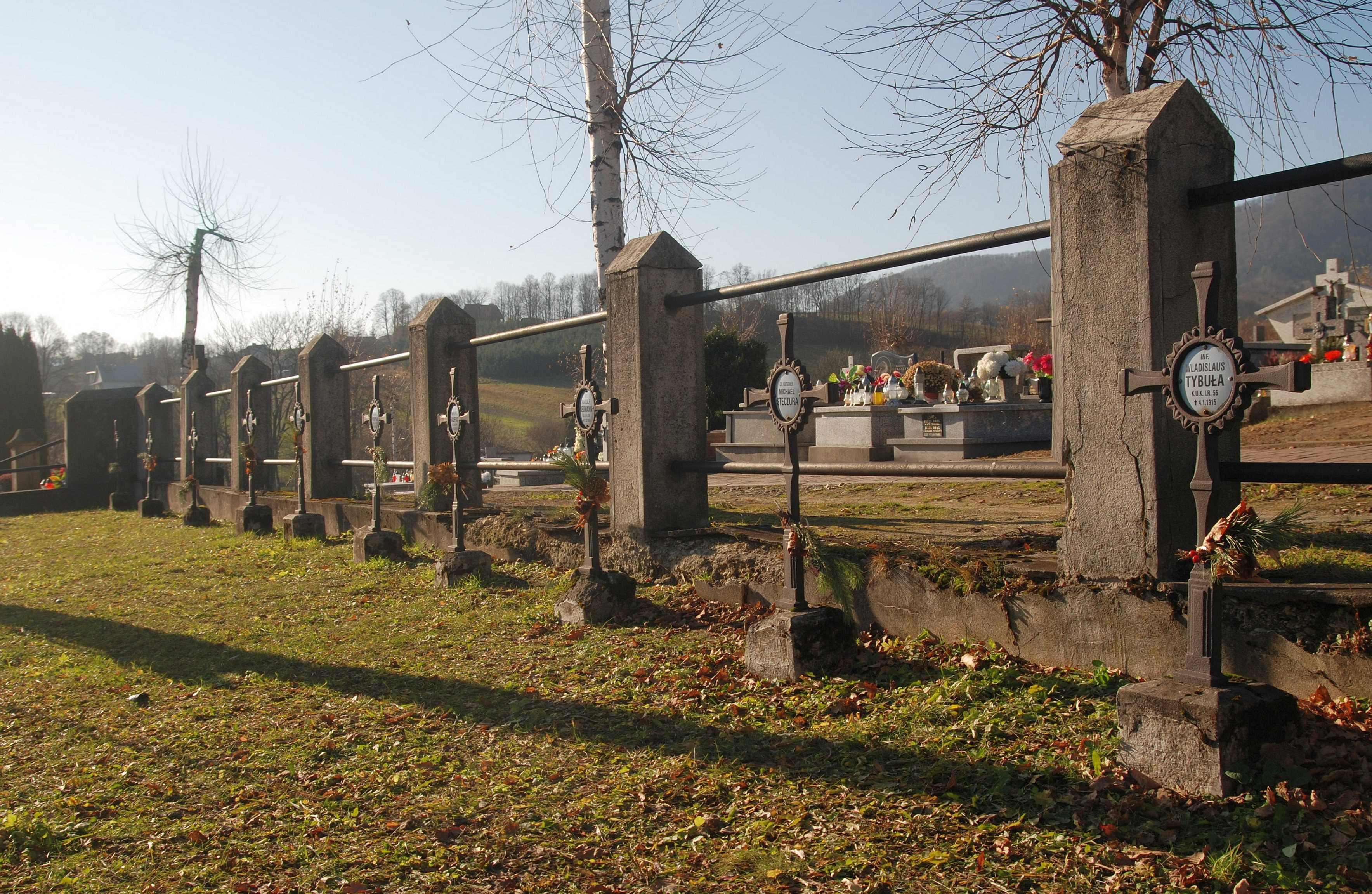
Fragment cmentarza
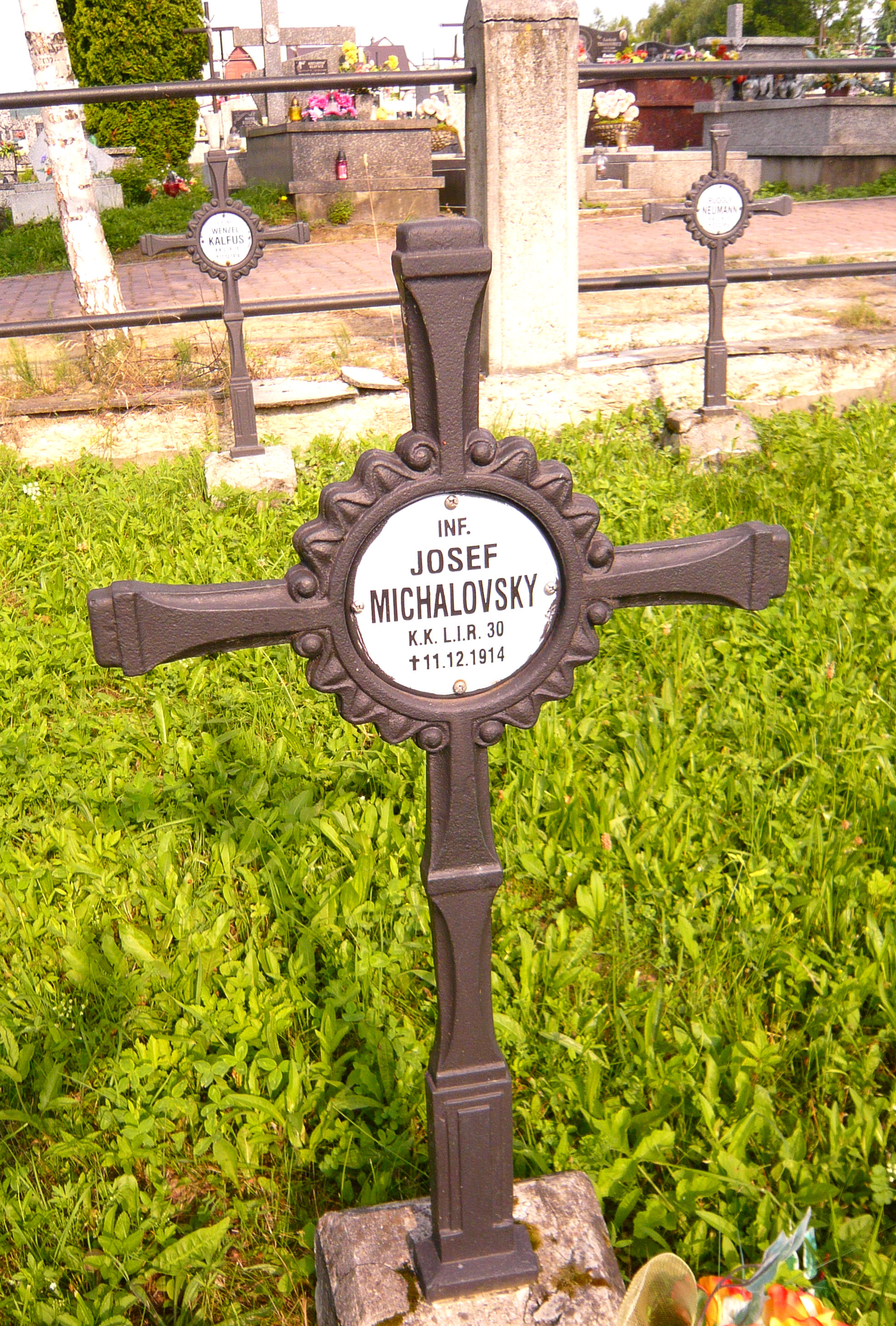
Łaciński krzyż Mayra
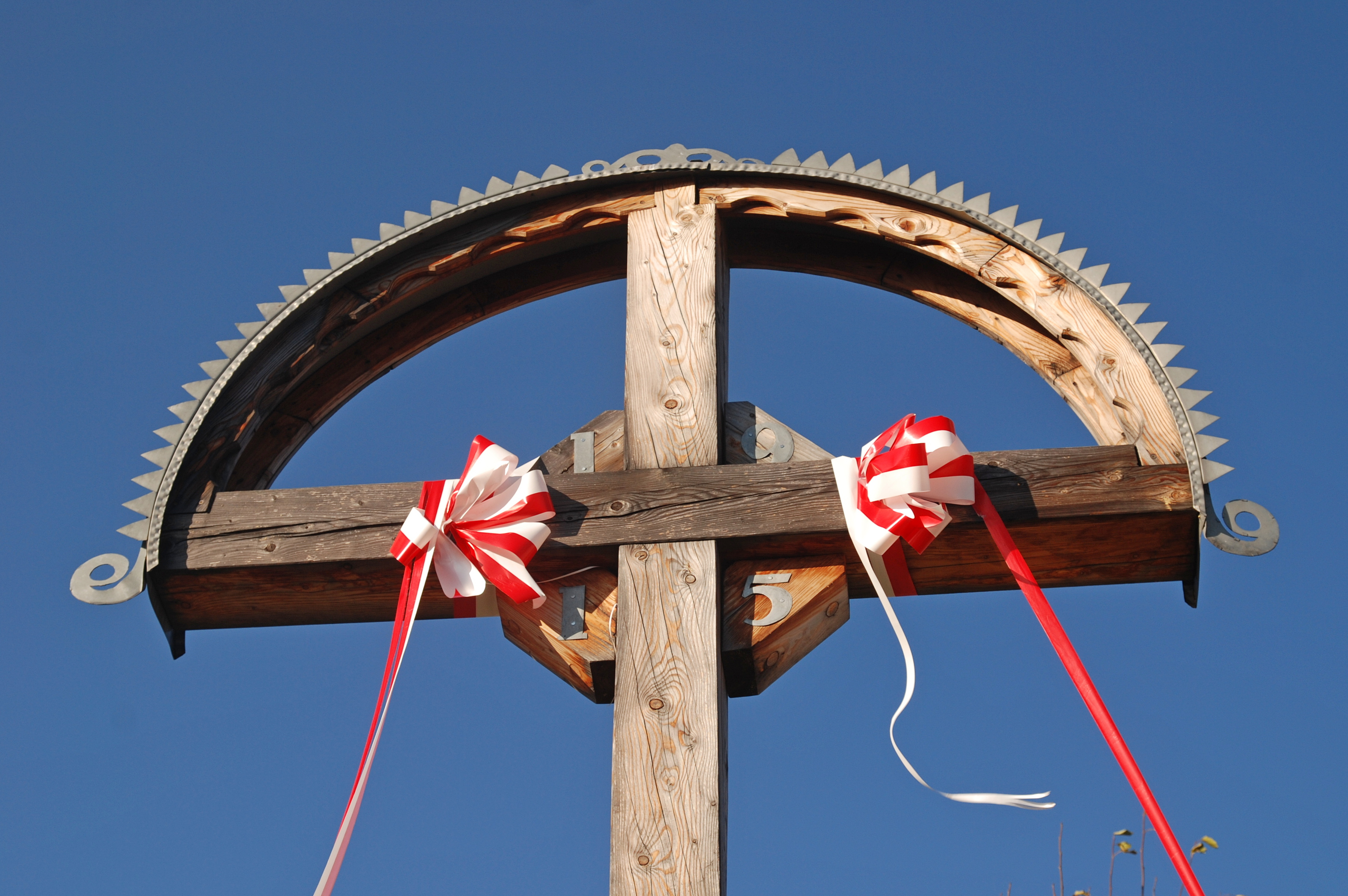
Krzyż centralny
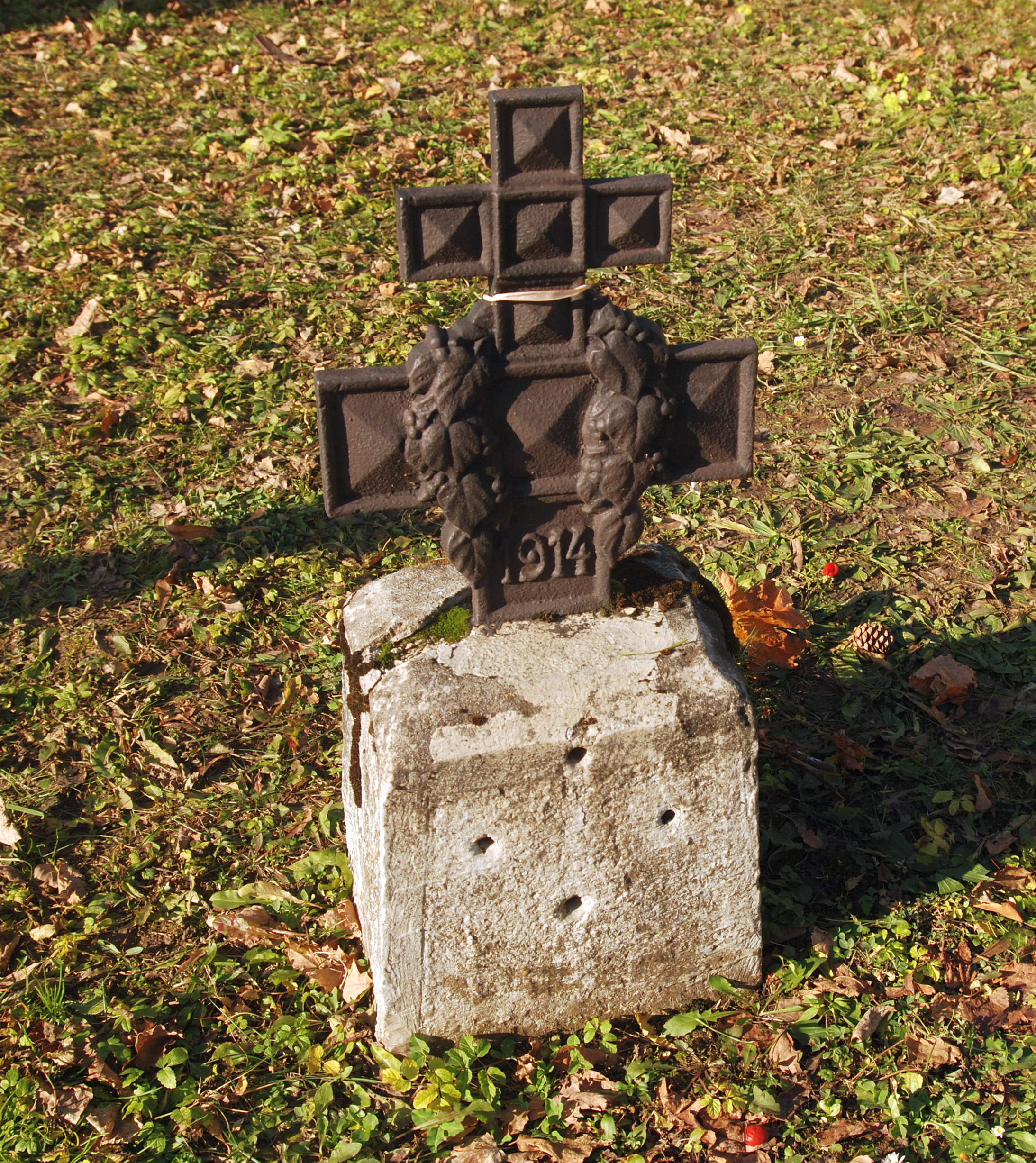
Nagrobek z rosyjskim krzyżem Ludwiga